# Donor - Esperimenti genetici
Donor - Esperimenti genetici (Donor) è un film per la televisione di genere thriller-fantascientifico del 1990. In Italia viene trasmessa anche con il titolo Delitti in corsia.

## Trama
Un ospedale molto affollato, la dottoressa Karen Steinbrook viene misteriosamente strangolata da Ben Beloit, un paziente che soffre di progenia. Kristine Lipton, una giovane specializzanda, scopre che nell'ospedale vengono commessi parecchi errori a curare i pazienti e sospetta che in alcuni reparti si stanno compiendo esperimenti genetici utilizzando cavie umane.